# Charles Kuonen Hängebrücke
Charles Kuonen Hängebrücke är den längsta hängbron för fotgängare i bruk i världen. Den ligger i Mattertal i kommunen Randa i Valais i Schweiz. Bron spänner över 494 meter, har åtta ton kablar, väger totalt 85 ton och har en anordning som ska väsentligt minska dess tendens att komma i svängning.
Bron förbinder Zermatt och Grächen och är byggd för att fotvandrare på vandringsleden Europaweg ska komma över Grabenguferravinen, vars botten ligger 85 meter under bron. 
Charles Kuonen Hängebrücke ersätter Europabrücke, som byggdes 2010 och som skadades redan efter två månader av nedfallande stenblock. Bron är namngiven efter dess huvudfinansiär, vinföretagaren Charles Kuonen i Salgesch i Valais.